# Вишниченко Олександра Григорівна
Олекса́ндра Григо́рівна Вишниче́нко (1905 , Єлисаветград, Херсонська губернія, Російська імперія  — невідомо ) — українська радянська діячка. Кандидат у члени ЦК КП(б)У (травень 1940 — січень 1949). Депутат, член Бюджетної комісії Верховної Ради УРСР 1-го скликання (1938–1947).

## Біографія
Народилась у квітні 1905 року в багатодітній родині робітника в Єлисаветграді, нині Кропивницький, Кіровоградська область, Україна. Батько працював ковалем на заводі Ельворті (пізніше — «Червона Зірка»), мати — домогосподарка. Батько помер 1921 року, мати — 1929 року. Отримала середню освіту.
Трудову діяльність розпочала з 1916 року, наймитувала, працювала підпаском в селищі Новомиколаївці, пасла громадську худобу. З 1922 по 1928 рік — робітниця Гаврилівського радгоспу в Знам'янському районі Кіровоградщини.
У 1928–1931 роках — шахтарка (відкатниця, машиніст скреперної лебідки) шахти «Італія» в Макіївці на Донеччині. У 1931–1932 роках — секретар шахтного профспілкового комітету шахти «Італія».
Член ВКП(б) з вересня 1930 року.
У 1932 році Микола Ледянко написав новелу «Шура з Італії» про роботу Олександри Вишниченко на шахті.
З березня 1932 року — на партійній роботі: завкультпроп шахтпарткому шахти № 13 Радянського рудоуправління та шахти «Чайкине», заступник парторга і парторг шахт № 6-14 і «Марія».
З 1936 по 1937 рік навчалася на Донецьких обласних курсах марксизму-ленінізму.
У квітні 1937 — квітні 1938 року — 2-й секретар Ново-Астраханського районного комітету КП(б)У Донецької області.
У квітні 1938—1941 році — 1-й секретар Покровського районного комітету КП(б)У Ворошиловградської області.
26 червня 1938 року обрана депутатом  Верховної Ради УРСР першого скликання по Сватівській виборчій окрузі № 275 Ворошиловградської області. Член Бюджетної комісії Верховної Ради УРСР.
З 1941 року — в евакуації в Чкаловській області, начальник політвідділу МТС.
З березня 1944 року — секретар Кременецького міського комітету КП(б)У з кадрів Тернопільської області.
Делегат XVIII з'їзда ВКП(б), XIV та XV з'їздів КП(б)У, кандидат у члени ЦК КП(б)У в травні 1940 — січні 1949 року.